# Euphorbia caducifolia
Euphorbia caducifolia — вид рослин із родини молочайних (Euphorbiaceae), зростає у Індії й Пакистані. Етимологія: лат. caducus — «опадний», folius — «листя».

## Опис
Дуже схожий на Euphorbia nivulia але відрізняється насамперед тим, що є багатостовбурним кущем, що утворює густі зарості заввишки до 3 м і до 10 м у поперечнику, має менші легкоопадні листові пластини 2.5–8 x 2–5 см і має прилисткові шипи завдовжки 0.5–1 см.

## Поширення
Зростає у Індії й Пакистані. Населяє кам'янисті землі на прибережних рівнинах і пагорбах; від ≈ 0 до 800 метрів н. р. м..